# Église Saint-Nicolas de Mušnikovo
Pour les articles homonymes, voir Église Saint-Nicolas.
L'église Saint-Nicolas de Mušnikovo (en serbe cyrillique : Црква светог Николе у Мушникову ; en serbe latin : Crkva svetog Nikole u Mušnikovu) est une église orthodoxe serbe située à Mushnikovë/Mušnikovo, au Kosovo, près de Prizren/Prizren. Construite dans la seconde moitié du XVIe siècle, elle dépend de l'éparchie de Ras-Prizren et est inscrite sur la liste des monuments culturels d'importance exceptionnelle de la république de Serbie.

## Architecture
L'église Saint-Nicolas se trouve dans le cimetière du village de Mushnikovë/Mušnikovo. L'édifice originel est constitué d'une nef unique dotée d'une voûte en berceau et prolongée de trois niches demi-circulaires dont deux ont été creusées dans l'épaisseur de la paroi, tandis que la troisième, celle de l'autel, se présente à l'extérieur sous la forme d'une abside à trois pans. Trois fenêtres hautes et étroites, ouvertes dans le mur sur, éclairent l'intérieur. Les murs sont construits en pierres de taille et la façade principale est ornée d'une niche. Plus tard, l'église a été dotée d'un narthex plus large et plus haut que le bâtiment d'origine.

## Fresques
Par leur style, les fresques de l'église Saint-Nicolas sont datées du début de la seconde moitié du XVIe siècle. Elles représentent des scènes des grandes fêtes liturgiques et des scènes de la Passion du Christ. On y trouve aussi un portrait de Saint Sava, le fondateur de l'Église orthodoxe de Serbie. Ces fresques sont considérées comme plus archaïques que celles de l'église des Saints-Apôtres située à proximité.